# ۱۲ بیس
۱۲ بیس (انگلیسی: 12 bis) شرکت انتشارات فرانسوی است، که‌ در سال ۲۰۰۸ تأسیس شد.